# Nikolai Leopoldowitsch Korschenewski

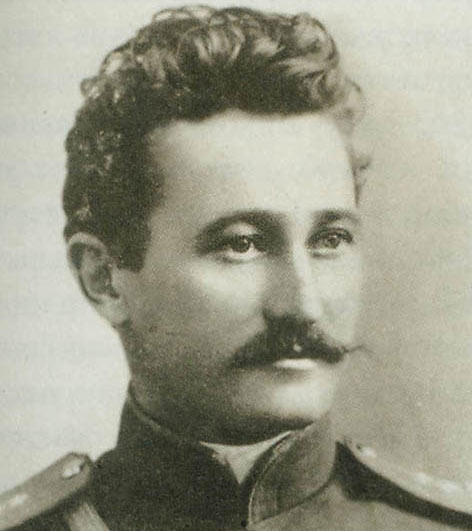
Nikolai Korschenewski

Nikolai Leopoldowitsch Korschenewski (russisch Николай Леопольдович Корженевский, wiss. Transliteration Nikolaj Leopol'dovič Korženevskij; * 6. Februarjul. / 18. Februar 1879greg. in Sawereschje, Gouvernement Witebsk, Russisches Kaiserreich; † 31. Oktober 1958 in Taschkent, Usbekische SSR) war ein russischer bzw. sowjetischer Geograph, Glaziologe und Forschungsreisender.

## Leben

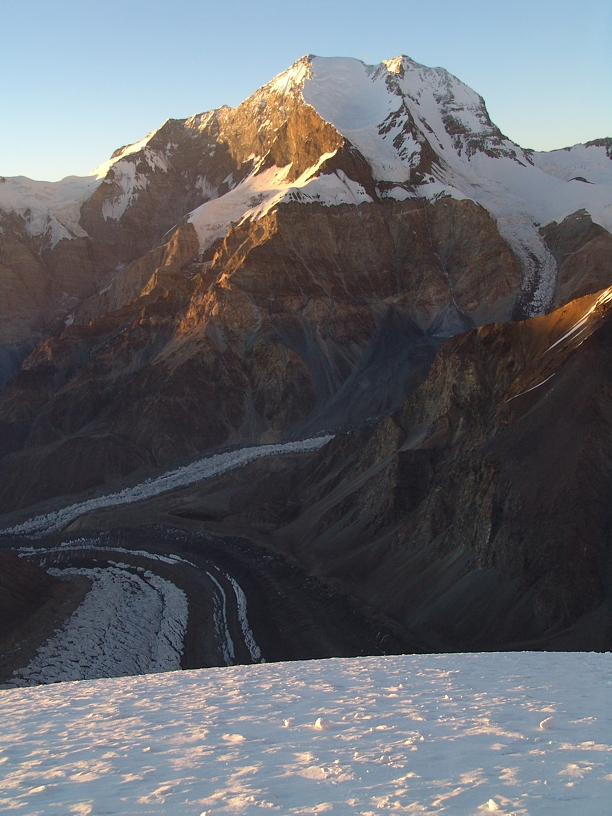
Der von Korschenewski entdeckte und von ihm nach seiner Ehefrau benannte Pik Korschenewskaja

Nikolai Korschenewski wurde im Dorf Sawereschje im damaligen Gouvernement Witebsk (heute Oblast Pskow) geboren. Nach Schulabschluss in Kostroma und Militärausbildung in Kiew gelangte Korschenewski im Jahre 1903 erstmals nach Russisch-Mittelasien. Bis zum Jahre 1914 folgten fast jährliche Expeditionen in den Pamir und Tian Shan, deren Verlauf und Ergebnisse er in umfangreichen Tagebüchern festhielt.
Von 1914 bis 1916 kämpfte Korschenewski im Ersten Weltkrieg an der russischen Westfront, 1917 kehrte er in das damalige Skobelew (heute Fargʻona) zurück. Im Russischen Bürgerkrieg stellte er sich auf die Seite der „Roten“ und nahm 1920 eine hohe Stellung im Stab der Turkestanischen Front unter Michail Frunse ein.
Nach Ende des Krieges widmete sich Korschenewski wieder der wissenschaftlichen Tätigkeit, unternahm in den 1920er-Jahren weitere Expeditionen in den Pamir, wurde 1937 Doktor der Geographie und übernahm den Lehrstuhl für Physische Geographie an der Mittelasiatischen Universität in Taschkent. 1939 wurde er als „Verdienter Wissenschaftler der Usbekischen SSR“ ausgezeichnet und 1947 korrespondierendes Mitglied der Akademie der Wissenschaften der Usbekischen SSR.
Insgesamt entdeckte oder erforschte Korschenewski 70 größere Gletscher und eine Reihe von Berggipfeln. 1930 stellte er einen „Katalog der Gletscher Mittelasiens“ zusammen. Den von ihm entdeckten und vermessenen dritthöchsten Gipfel des tadschikischen Pamir benannte er Pik Korschenewskaja, nach seiner Ehefrau und Begleiterin auf Expeditionen Jewgenija Sergejewna Korschenewskaja.
Nach Korschenewski wurden drei Gletscher (in der Trans-Alai-Kette des Pamir, in der Kokschal-Too-Kette des Tian Shan und im Transili-Alatau) sowie ein Gipfel im Trans-Alai benannt.